# Župnija Grahovo
Župnija Grahovo je rimskokatoliška teritorialna župnija dekanije Cerknica nadškofije Ljubljana.